# 산피에트로발레미나
산피에트로발레미나(프랑스어: Saint-Pierre)는 이탈리아 북부 피에몬테주의 토리노 광역시에 있는 도시이자 코무네이다. 이 도시는 영토를 흐르는 레미나 급류에서 이름을 따왔다.